# Las cosas se olvidan
Las cosas se olvidan es la octava canción del disco Las desventuras de Cruks en Karnak de la banda de Rock y Fusión ecuatoriana Cruks En Karnak.
La canción es una balada cuya letra trata sobre el recuerdo de una persona de la cual los sentimientos han quedado olvidados por el paso del tiempo. La canción se desarrolla en medio de los sonidos de una guitarra acústica, acompañados levemente por una batería, un bajo y sintetizador. La canción expresa un sentimiento de melancolía que se desplaza entre las letras perfectamente medidas y un tempo lento.